# NGC 2737
NGC 2737 je galaksija u zviježđu Raku.

## Vanjske poveznice
- SEDS: NGC 2737